# Christian Rothe
Christian Rothe (* 1980) ist ein deutscher American-Football-Trainer und ehemaliger -Spieler. Seit November 2024 ist er deutscher Bundestrainer.

## Laufbahn

### Als Spieler
Rothe hatte lediglich ein Jahr im Nachwuchs der Schwäbisch Hall Unicorns gespielt, als ihm der Sprung in die Herrenmannschaft des Vereins und somit in die höchste deutsche Spielklasse GFL gelang. 2011 und 2012 wurde er mit den Hallern deutscher Meister, in beiden Endspielen wurden die Kiel Baltic Hurricanes bezwungen. 2014, 2015 und 2016 stand er mit Schwäbisch Hall ebenfalls im Endspiel um die deutsche Meisterschaft, verlor aber jeweils gegen die Braunschweig Lions. Mit der deutschen Nationalmannschaft gewann er 2014 die Europameisterschaft. 2017 und 2018 wurde der 1,93 Meter große, in der Offensive Line eingesetzte Rothe mit Schwäbisch Hall abermals deutscher Meister.  
Im Oktober 2018 beendete er nach 20 Jahren seine Leistungssportkarriere. Der Verein entschied, die von Rothe getragene Rückennummer 61 ehrenhalber fortan nicht mehr zu vergeben.

### Als Trainer
Anschließend wurde Rothe im Trainerstab der Haller Mannschaft für die Betreuung der Offensive Line zuständig. Bei der Neuaufstellung der Deutschen Nationalmannschaft 2020 wurde Rothe zusammen mit Schwäbisch Halls damaligem Cheftrainer Jordan Neuman in den Trainerstab der Nationalmannschaft berufen. Nach der Saison 2022 wurde Rothe Neumans Nachfolger in Schwäbisch Hall. Rothe blieb bis zum Ende der Saison 2024 im Amt.
Im November 2024 wurde Rothe als neuer deutscher Bundestrainer vorgestellt.